# Notomulciber gressitti
Notomulciber gressitti är en skalbaggsart som först beskrevs av Friedrich F. Tippmann 1955.  Notomulciber gressitti ingår i släktet Notomulciber och familjen långhorningar.
Artens utbredningsområde är Taiwan. Inga underarter finns listade i Catalogue of Life.